# Línea 7 de TMB
La línea 7 es una línea regular de autobús urbano de la ciudad de Barcelona gestionada por la empresa TMB. Hace su recorrido entre la Zona Universitaria y Fórum, con una frecuencia en hora punta de 6 a 8 minutos.

## Horarios[Nota 1]
| 7          | Primer servicio A: Fòrum | Primer servicio A: Zona Universitària | Último servicio A: Fòrum | Último servicio A: Zona Universitària |
| Laborables | 06:35                    | 05:50                                 | 22:00                    | 22:25                                 |
| Sábados    | 06:45                    | 06:00                                 | 21:21                    | 22:25                                 |
| Festivos   | 08:45                    | 08:00                                 | 21:27                    | 22:25                                 |

## Recorrido[Nota 1]
- De Fórum a Zona Universitaria por: Av. Diagonal, Llull, Josep Pla, Selva de Mar, Fluvià, Parque del Pueblo Nuevo, Rambla del Pueblo Nuevo, Roc Boronat, Glorias, Meridiana, Gran Vía, Padilla, Cerdeña, Roger de Flor, Metro Tetuan, Roger de Lauria, Paseo de Gracia, Aragón, Mallorca, Diagonal, Balmes, Muntaner, Francesc Macià, Ganduxer, Doctor Fleming, Numancia, Pl. Reina María Cristina, Pl Pio XII, Palacio Real, Metro Zona Universitaria.

- De Zona Universitaria a Fórum por: Metro Zona Universitaria, Av. Diagonal, Av. Doctor Marañón, Zona Universitaria, ETS de Ingeniería, Metro Palau Reial, Av Juan XXIII, Gran Vía Carlos III, Gandesa, L'illa Diagonal, Enteza, Av de Sarriá, Francesc Macià, Muntaner, Balmes, Rossellón, Valencia, Aragón, Gran Vía, Pau Claris, Roger de Lauria, Metro Tetuan, Roger de Flor, Marina, Padilla, Teatro Nacional de Cataluña, Ciudad de Granada, Rambla del Pueblo Nuevo, Pedro IV, Bac de Roda, Metro Selva de Mar, Agricultura, Pl Llevant, Llull.

## Otros datos
| Prestación               | Disponibilidad en la línea                            |
| ------------------------ | ----------------------------------------------------- |
| Adaptada a               | Sí (Todos los autobuses TMB están adaptados)          |
| TMB iBus                 | Sí (Todos los autobuses TMB disponen de este sistema) |
| Pantallas informativas   | Sí                                                    |
| Línea de tránsito rápido | No                                                    |
| Circula en días festivos | Sí                                                    |

## Rutas de autobuses
| Líneas de autobuses que prestan servicio en el Área Metropolitana de Barcelona |               |                  |
| Línea anterior:                                                                | Línea actual: | Línea siguiente: |
| 6 Línea 6                                                                      | 7 Línea 7     | 13 Línea 13      |